# Calle Quintana (Oviedo)
La calle Quintana es una vía pública de la ciudad española de Oviedo.

## Descripción
Abierta en la segunda mitad del siglo XIX, la vía recibió el actual nombre en 1876, y honra con él a Lorenzo Nicolás Quintana (1810-1886), hacendista, senador, director de periódico, escritor y alto funcionario natural de la localidad asturiana de Cue, diputado al Congreso en varias ocasiones por la provincia de Oviedo y senador. Discurre desde la calle Arco de los Zapatos hasta Santa Susana, y tiene cruce a medio camino con Martínez Marina. Aparece descrita en El libro de Oviedo (1887) de Fermín Canella y Secades con las siguientes palabras:

Quintana.—Nueva calle abierta entre el Fontán y Santa Susana, á la que por acuerdo municipal de 1876 se la dió el nombre del celoso senador asturiano D. Lorenzo Nicolás Quintana, declarado hijo adoptivo de Oviedo por coadyuvar activamente á repetidas pretensiones.—Ent.: Arco de los zapatos.—Conc.: Santa Susana.
(Canella y Secades, 1887, p. 119)

 En la calle tiene su estudio el arquitecto Felipe Díaz-Miranda Macías.